# 5次元光記録
5次元光記録（ごじげんひかりきおく、英: Five-dimensional optical recording）とは、開発途上にある物理的記憶方式の1方式である。
この媒体ではフェムト秒レーザー書き込みプロセスを用いてナノ構造のガラスに永久にデジタルデータを記録する。ナノ構造における3次元位置に加えてレーザーの偏光と強度が5次元に対応する。
前提として、CDが2次元的な平面だけの記憶方式であり、DVDやBlu-rayが多層化による深さ方向へも加えた3次元記憶だとした上で、その3次元記憶に加えて波長と偏光方向という2次元の選択密度を加えた5次元の光記憶装置として新たな光ディスクによる実用化を目指した技術である。
オーストラリアのスウィンバーン工科大学の研究チームが発表した。
2021年にはサウサンプトン大学が500テラバイトの容量を持つ光ディスクを発表した。

## 記憶原理
微細な金の棒状物質が光ディスクのピットのポリマー層内に埋め込まれ、これら長短多様な長さの無数の金の棒は、360度ランダムな向きで固定される。書き込みは破壊書き込みであり、絞られた強力な光のビームが、特定のピットに対し、制御された波長、制御された偏光で照射されることで、選ばれたピット内の金ロッドは波長に対応する長さ、偏光に対応する向きのものだけが選択的に光を熱エネルギとして吸収し、溶解によって球状に変化する。読み出しは書き込みとほぼ同様であるが、光エネルギーは弱く照射され、ピット内の該当する金ロッドが既に球形になっていれば、照射に対する反射が強く、金ロッドが棒状のまま健在であれば光エネルギーは吸収されて反射が弱くなる。情報の読み出しは反射の強弱で判別される。極小波長の光の吸収には表面プラズモン共鳴が利用される。
棒状の金ロッドを埋め込むためにある程度の体積を必要とするなど、従来のDVDやBlu-rayといったここで云う3次元型の方式の記憶密度のままで2次元方向に密度が追加される訳ではないが、すぐにでも記憶密度を数十倍に高められるとしている。

## 利用
2018年からはアーチミッション財団でこの技術は実使用されている。最初の1枚目と2枚目はイーロン・マスクに贈られた。
1枚目はマスク氏の書庫にあり、もう1枚目は宇宙でテスラ・ロードスターに搭載された。
Microsoftの子会社のGitHubはこの技術を使ってすべてのGitリポジトリをアーカイブする予定である。Microsoftはこの技術をProject Silicaと呼んでおり、1万年以上の寿命を謳う。